# الوحدوية السامية
الوحدويّة الساميّة أو عموميّة الساميّين هي نزعة قوميّة شاملة تدعو إلى توحيد الشعوب الناطقة باللغات الساميّة، وفي مقدّمتها العرب واليهود، ويشمل مفهومها كذلك المسيحيون السريان (من الآشوريين والكلدان والآراميين والسريان)، والحبشيون، والسامريون، والمالطيون، والصابئة المندائيون.

## التاريخ
نشأت الوحدويّة الساميّة كحركة مثاليّة، دعت إلى تأليف وحدة بين العرب واليهود، قوامها الانتماء العِرقيّ واللغويّ المشترك. وفي عشرينيّات القرن العشرين، طوّر بعض المنظّرين هذه الفكرة لتكون سبيلًا إلى تجاوز الصراع العربي اليهودي في فلسطين الانتدابيّة. واستشهدوا بأمثلة تاريخيّة، من أبرزها ازدهار الثقافة اليهوديّة إبّان العصر الذهبي لليهود في الأندلس تحت الحكم الإسلاميّ. ومن ثمَّ تفرّعت صور عدّة لهذه النزعة.
غير أنّ هذه الدعوة لم تَلْقَ قبولًا واسعًا، لا في الأوساط العربيّة، ولا عند اليهود، فانحسر مدّها. على الرغم من ذلك، واصل بعض المفكّرين الدفاع عنها في مراحل لاحقة.
نظرت هذه الأيديولوجيا إلى الإسلام واليهوديّة على أنهما ديانتان توأمان، متقاربتان في الأصول والطقوس، وقادرتان على التعايش دون اللجوء إلى العلمانيّة. وقدّمت موسى وعيسى ومحمّد بوصفهم ذُرْوةَ المجد الدينيّ الساميّ.
اقترح المفكّر أوري أفنيري قيام دولة ساميّة موحّدة، تضمّ مناطق عربية ويهودية، وكذلك مجتمعات السامريين، والآشوريين، والصابئة المندائيين، موزّعة في الشرق الأوسط.
ومن أبرز المنظمات التي تبنّت هذا الاتجاه برِيت شالوم، والتي رأت في الوحدويّة الساميّة طريقًا لإعادة دمج اليهود والعرب في أرضٍ مشتركة ذات رمزيّة تاريخيّة جامعة، بعيدًا عن القوالب الغربيّة. وقد رغب كثير من أنصار هذه الفكرة من اليهود في التخلّي عن نمط التغريب والعودة إلى أسلوب حياة شرقيّ قديمٍ يُعدّ أصيلًا في وجدانهم.
وعلى الرغم من التوتّر بين النزعة العربيّة وبعض التيّارات الصهيونيّة، كانت العلاقات بين العرب واليهود في الريف الفلسطينيّ أكثر انسجامًا. وكثيرًا ما نشأت صداقات شخصيّة بين الزعماء المحليّين من الطرفين، وشكّلت تلك الروابط أساسًا وجدانيًّا لفكرة الوحدويّة الساميّة. وقد أشار تقريرٌ صدر سنة 1930 إلى أنّ التعايش العربيّ اليهوديّ في القرى كان مألوفًا ومتينًا.
تختلف الوحدويّة الساميّة عن فكرة ثنائيّة القوميّة؛ فالأخيرة تطرح حل الدولة الواحدة على أساس قوميّ عربي–يهوديّ، بينما تنطلق الأولى من هويّة ساميّة جامعة، لا عربيّة ولا يهوديّة على وجه التخصيص. لذا، فليس كل من دعا إلى الثنائيّة من أنصار الوحدويّة الساميّة، ولا العكس.